# Pinillos (kommun)
Pinillos är en kommun i Spanien. Den ligger i den autonoma regionen La Rioja i norra delen av landet, 220 km nordost om huvudstaden Madrid. Antalet invånare är 19 (2024). Arean är 11,89 kvadratkilometer. Pinillos gränsar till Almarza de Cameros.